# Zen (système)
Zen (russe : Дзéн) est un système de recommandation personnel utilisant des technologies d’apprentissage automatique,,,.
Il est créé par Yandex et lancé en 2015. En septembre 2022, Yandex vend le service à VK (en).
Zen propose un flux Web de contenus qui s’adapte automatiquement aux centres d’intérêt d’un utilisateur. Le choix des contenus repose sur l’analyse de l’historique de navigation, des préférences renseignées, de la géolocalisation, de l’heure de la journée, et d’autres facteurs,.
En mars 2022, la plateforme accueille environ 59 millions de visiteurs mensuels.

## Technologie
Zen constitue un exemple d’application de l’intelligence artificielle faible. Il utilise l’intelligence artificielle pour s’adapter à l’utilisateur,,,,.
Il s’appuie sur les sites visités et les intérêts renseignés par l’utilisateur pour analyser ses préférences. Le système examine les sites préférés de l’utilisateur et d’autres comportements dans le but de créer un modèle personnalisé. Avec l’accumulation des données, il propose des contenus de plus en plus pertinents, y compris issus de sources inconnues,. Zen s’adapte aux centres d’intérêt changeants. Par exemple, si un utilisateur s’intéresse à l’architecture, des contenus sur ce thème apparaissent davantage dans le flux,.

Prédiction de l'intérêt d’un utilisateur par filtrage collaboratif

La technologie sous-jacente à Zen est adaptée par Yandex et le CERN pour l’analyse des expériences de physique menées au Grand collisionneur de hadrons,.

## Plateforme média
En 2017, Yandex annonce le lancement d’une plateforme permettant aux entreprises et aux auteurs indépendants de publier du contenu médiatique (articles, photos, vidéos) directement sur Zen. Cette plateforme permet également aux auteurs populaires de gagner de l’argent via des canaux de micropaiement et de la publicité,,.
En août 2021, Zen lance la section « Vidéos », qui contient des vidéos de moins d’une minute créées par les blogueurs de Zen.
En 2021, l’entreprise verse plus de 2 000 000 000 roubles aux auteurs de publications.
Avant le lancement de la plateforme, le flux Zen ne contenait que des publications issues de sources accessibles publiquement.
Après l’acquisition par VK, des changements sont progressivement mis en œuvre. En janvier 2023, la limite de taille des vidéos téléversées passe de 10 Go à 30 Go. En février 2023, les utilisateurs peuvent retirer leurs revenus via le service VK Pay.

## Monétisation
La possibilité de monétiser apparaît en 2017 lorsque Zen devient une plateforme de création de contenus, et non plus seulement de diffusion. Les blogueurs enregistrés sur Zen peuvent être rémunérés pour leurs publications s’ils atteignent un minimum de 7 000 lectures hebdomadaires.
En 2019, Zen verse plus de 1 milliard de roubles aux auteurs en contrepartie d’annonces insérées dans leurs articles.
En mai 2020, les blogueurs peuvent intégrer des widgets issus de Yandex Market (en), d’abord uniquement dans les articles. En novembre 2020, un partenariat est conclu avec la marketplace Joom pour insérer des widgets similaires. Le principe général repose sur une rémunération au clic depuis les widgets.
En mars 2021, les widgets sont affichés non seulement dans les articles, mais aussi sur les cartes d’article dans le flux ainsi que sous les articles eux-mêmes.
Lors du lancement du fil de courtes vidéos, Yandex alloue 50 millions de roubles pour récompenser les blogueurs.

## Histoire
En 1997, Yandex commence des recherches sur le traitement automatique du langage naturel, l’apprentissage automatique et les systèmes de recommandation. En 2009, Yandex développe l’algorithme propriétaire MatrixNet (en), qui devient un des éléments clés sur lesquels repose Zen.
Le premier service de Yandex à intégrer la technologie de recommandation est Yandex.Music, lancé en septembre 2014. Cette technologie est ensuite déployée dans Yandex.Market et Yandex.Radio.
En juin 2015, une version bêta de Zen devient disponible,,. Au départ, le flux Zen ne présente que des contenus issus de médias, et le service est accessible uniquement à 5 % des utilisateurs de Yandex Browser sous Android disposant d’un compte Yandex. Avant cela, Zen est disponible sous forme expérimentale via la page zen.yandex.ru,.
Dans les mois suivants, d’autres types de contenus sont ajoutés : galeries d’images, articles, blogs, forums, vidéos issues de YouTube, etc.,,.
En 2017, Zen lance les Narratives, un format de contenu conçu pour les appareils mobiles. Il s’agit d’un ensemble de diapositives intégrant textes, photos, vidéos et GIF. En janvier 2018, ce format devient accessible aux auteurs de Zen.
En septembre 2022, Yandex vend Zen à VK,,.

## Finances
La plateforme repose sur un modèle économique fondé sur la publicité. En septembre 2017, Zen génère un chiffre d’affaires de 200 millions de roubles.
En 2020, les revenus prévus s’élèvent à 13 100 milliards de roubles. D’après les résultats du quatrième trimestre 2021, le chiffre d’affaires annuel prévu atteint 18 900 milliards de roubles.